# Мирзазаде, Гафур Рашад Алекпер оглы
Гафур Рашад Алекпер оглы Мирзазаде (азерб. Qafur Rəşad Ələkbər oğlu Mirzə-zadə; род. 6 мая 1884, Шемаха, Шемахинский уезд, Бакинская губерния, Российская империя — 27 ноября 1943, Баку, Азербайджанская ССР, СССР) — азербайджанский педагог, издатель-редактор, переводчик, географ, публицист.

## Биография
Гафур Рашад Алекпер оглы Мирзазаде родился 6 мая 1884 года в Шемахе в бедной неграмотной семье Алекпера. Уже в 7 лет Гафур начал начальное образование в моллахане, а затем, в 1894 году, продолжил обучение в шестиклассной городской школе. На третьем году обучения Гафура в городской школе финансовое положение маляра Алекпера значительно ухудшилось. Он уже не мог оплачивать школьные расходы Гафура и хотел его забрать из школы. Однако, благодаря хорошей учебе Гафура, руководство школы решило покрыть его расходы за счет государства. В 1901 году 17-летний Гафур окончил шестиклассную школу в Шемахе. Из-за отсутствия финансовых возможностей для продолжения образования он решил стать учителем. В дальнейшем, в 1920—1922 годах, он учился в двухгодичном Высшем педагогическом институте, а в 1923 году поступил на экономический факультет Азербайджанского политехнического института и окончил его в 1927 году в возрасте 43 лет.
Согласно различным источникам, если рассмотреть педагогическую и просветительскую деятельность Гафура Рашада, то можно увидеть, что в 1902 году, когда ему еще не исполнилось 18 лет, он был назначен учителем в село Лахыч. В первые три года из-за отсутствия специального школьного здания уроки проводились в тесном доме. Позже, благодаря поддержке жителей села, которые проявляли большой интерес к образованию, для школы было построено новое здание, и условия работы молодого учителя значительно улучшились. С каждым годом число детей, приходящих в школу, увеличивалось, даже взрослые проявляли желание обучаться. Воодушевленный этим, Гафур по своей инициативе организовал вечерние курсы для взрослых.

## Творчество
Гафур Рашад читал много книг на турецком, персидском и русском языках, расширяя свои знания. Журнал «Молла Насреддин», начавший выходить после 1906 года, очень порадовал Гафура. Он регулярно покупал этот журнал и читал его для слушателей вечерних курсов.
Гафур Рашад внес большой вклад в обеспечение национальных школ учебниками. Он стал автором первых учебников по географии, таких как «География Кавказа» (1910), «Начальная география» (1922), «Общая география» (1923), «Словарь географических терминов» (1923), «Экономическая география СССР» (1941), «Практическая работа на карте» (1943) и других. Всего он написал и опубликовал 18 учебников и пособий. Учебники «Руководство по грамматике» (в соавторстве с Мухаммедсадигом Ахундовым, 1910) и «Руководство по арифметике» (в соавторстве с Абдуррахманом Эфендизаде, 1910) долгое время преподавались в школах. Помимо этого, Гафур Рашад также внес значительный вклад в развитие национальной детской литературы. Он был основателем второго детского журнала «Мектеб» (1911—1920) в Азербайджане и первой типографии, издававшей литературу для детей под тем же названием (совместно с Абдуррахманом Тофиком Эфендизаде). Журнал «Мектеб», издававшийся в период Республики, играл положительную роль в воспитании детей в духе национальной независимости и государственного строительства. По инициативе Гафура Рашада был создан журнал «Мектеб», который занял почетное место в истории нашей прессы и оказал положительное влияние на образование тысяч азербайджанских детей и молодежи. Несколько экземпляров этого журнала хранятся в Фонде документальных источников Национального музея истории Азербайджана. В первом номере журнала, вышедшем 29 ноября 1911 года, Н.Нариманов писал: «Слава богу, в последние годы количество школ увеличивается, и среди народа начинает пробуждаться интерес и потребность в школах, хотя и небольшая. С ростом числа школ появляются и другие наши потребности. Одной из самых острых потребностей на сегодняшний день, без сомнения, является журнал для детей. Каждый осознает и подтверждает эту большую необходимость. Необходимо работать для этой цели. Но кто должен работать для этого? Безусловно, родители детей, а также уважаемые учителя и учительницы. Мы же можем быть посредниками… Если наш путь темен, усыпан камнями и острыми шипами, ваш путь жизни светел, чист и мягок… Наши уста были заперты, наши мысли рассеяны, наше состояние было крайне печальным… Наша сила была потрачена на ненавистные войны, ваша же сила будет целиком направлена на образование и науку.» В журнале «Мектеб» участвовали самые передовые азербайджанские поэты и писатели того времени, такие как Н.Нариманов, А.Шаиг, Г.Джавад, А.Сехет, С. С. Ахундов. Журнал «Мектеб» был создан благодаря усилиям Гафура Рашада и демократических интеллигентов и просуществовал около 9 лет. Он собрал вокруг журнала педагогов и писателей, создал богатую сокровищницу детской литературы, включающую оригинальные стихи и рассказы, переводы с различных языков и научно-популярные статьи, и сыграл большую роль в воспитании нового поколения писателей.
В 1905 году в Баку возникло несколько просветительских и культурных учреждений. Одним из таких учреждений было благотворительное общество «Нэшр-маариф». Это общество открыло школу под названием «Дарульмуаллимин ислам» (семинария) для подготовки учителей. Гафур Рашад, работая учителем в школе Лахыча, иногда приезжал в Баку и принимал участие в собраниях учителей. В конце 1907 года, будучи известным среди бакинской интеллигенции как образованный и способный учитель, он был приглашен обществом «Нэшр-маариф» в Баку. Руководители этого общества хотели использовать его талант для пропаганды религиозных законов. Хотя он был назначен учителем азербайджанского языка, ему предложили преподавать шариат. Вынужденный согласиться, Гафур после трех месяцев преподавания шариата подал заявление и на некоторое время покинул семинарию. В 1916 году он был приглашен преподавать родной язык в Бакинскую II реальную школу, а через два года — в Бакинскую I реальную школу. В те годы в этой школе работали такие опытные учителя, как А.Шаиг, Дж. Джабраилбейли, Х.Келентерли. В 1919 году в Бакинской I реальной школе, насчитывавшей около 50 классов, был всего один национальный класс, руководителем которого был А.Шаиг, а учителем географии — Гафур Рашад Мирзазаде.
Педагогическая деятельность Гафура Рашада началась в начале XX века, когда в обучении еще доминировал метод вопросов и ответов, оставшийся с XVIII века. Проверяя знания детей только с помощью вопросов и ответов, часто случалось, что ребенок не понимал сути своего ответа учителю. Этот метод был раскритикован на Первом Всероссийском съезде учителей в 1915 году, и в принятой новой программе было уделено внимание использованию наглядных пособий. Однако новый подход в преподавании географии широко внедрился в Азербайджане только в 1920-е годы. Гафур Рашад, сторонник передовых методов в преподавании географии, говорил: «Современная география — это не просто запоминание сухих имен и длинных чисел, как в прошлом. Сегодняшняя география — это рассуждения, наблюдения, размышления и суждения, которые привлекают и вдохновляют учеников.»
Просветительская деятельность Гафура Рашада была очень обширной. До революции он был одним из тех, кто разрабатывал грамматику азербайджанского языка в виде учебника. Его книга «Руководство по грамматике», составленная вместе с учителем Мухаммедсадигом Ахундовым, долгое время (до 1921 года) использовалась в азербайджанских школах. Эта книга отличалась ясностью языка и точностью выражений, что выгодно выделяло её среди предыдущих учебников по грамматике.
В период Азербайджанской Демократической Республики были подготовлены и новые учебники, в чем значительную роль сыграли видные просветители, такие как Самед бей Аджалов, Махмуд бей Махмудбейов, Фархад Агадзаде, Джамо бей Джабраилбейли, Ага бей Исрафилбейов, Абдулла Шаиг, Гусейн Джавид, Абдулла бей Эфендизаде, Гафур Рашад Мирзазаде, Ахунд Юсиф Талыбзаде, Фиридун бей Кочерли и другие.
Гафур Рашад Мирзазаде также был издателем. Он был другом Мирзы Аббаса Аббасзаде, поддерживая его. В таких условиях М. А. Аббасзаде с большим энтузиазмом занимался просвещением женщин, составлением новых учебных пособий, привлечением бедных, сирот и беспризорных мальчиков и девочек в национальные государственные школы, а также в свою частную школу, написанием статей для газет. Чтобы удовлетворить потребность своих учениц в книгах для чтения и избавить азербайджанских женщин от общественно-культурного отставания и морального упадка, он впервые издал книгу «Женские страдания» в 1914 году, а в 1918 году, вернувшись из Азгура, переиздал её. Эта книга, дополненная до 32 страниц, была опубликована в бакинской типографии журнала «Мектеб» под редакцией Гафура Рашада Мирзазаде.
Гафур Рашад Мирзазаде также был журналистом. Педагог и просветитель С.Сани, а также редакторы и издатели журнала «Мектеб» Гафур Рашад Мирзазаде и Абдуррахман Эфендизаде хорошо знали, что в каждом сказании есть элементы истины, как и в других реалистических произведениях. Из своего педагогического опыта им было известно, что сказки и разнообразные рассказы в стиле сказок играют важную роль в расширении кругозора детей, их нравственном и духовном развитии.
Подчеркивая значимость.

## Смерть
В записях членов семьи, хранящихся в Фонде, отмечается: «В самое напряженное время войны нашего народа с Гитлеровской Германией повысился спрос на человека, который мог бы руководить сельскохозяйственным производством. В мае 1943 года он был направлен в район Шемаха по вызову партии. Здесь он, не щадя себя, несмотря на опасность для своей жизни, руководил сельскохозяйственной работой и при самых сложных условиях смог устранить ее в соответствующее состояние. Из-за отделения от семьи он нарушил свой режим питания, сильно устал, что привело к нарушению его здоровья, и его с высокой температурой доставили в больницу Баку. Он оставался там до ноября 1943 года. Несмотря на наши уговоры, он не соглашался возвращаться домой, чтобы не доставлять нам беспокойство, и лишь 6 ноября он был доставлен домой в тяжелом состоянии. Здесь, среди членов семьи, родственников и знакомых, 27 ноября он скончался».

## Наследие
Гафур Рашад оставил после себя богатое литературное наследие, которое продолжает вдохновлять и привлекать новых читателей. Его творчество является важной частью культурного наследия Азербайджана.